# أرتور لوبيز
أرتور لوبيز (بالإسبانية: Arturo López)‏ هو لاعب كرة قاعدة مكسيكي، ولد في 22 فبراير 1983 في كولياكان في المكسيك.

## وصلات خارجية
- أرتور لوبيز على موقع دوري كرة القاعدة الرئيسي (الإنجليزية)
- أرتور لوبيز على موقعبيزبول رفرنس.كوم (الدوري الرئيسي) (الإنجليزية)
- أرتور لوبيز على موقعبيزبول رفرنس.كوم (الدوري الثانوي) (الإنجليزية)
- أرتور لوبيز على موقع إي إس بي إن.كوم (أم.أل.بي) (الإنجليزية)
- أرتور لوبيز على موقع مشجعي الرسوم البيانية (الإنجليزية)